# Cercospora longissima
Cercospora longissima är en svampart som beskrevs av Cugini ex Traverso 1903. Cercospora longissima ingår i släktet Cercospora och familjen Mycosphaerellaceae.   Inga underarter finns listade i Catalogue of Life.